# Coccidiphaga scitula
Coccidiphaga scitula är en fjärilsart som beskrevs av Jules Pièrre Rambur 1833. Coccidiphaga scitula ingår i släktet Coccidiphaga och familjen nattflyn. Inga underarter finns listade i Catalogue of Life.